# Victor Everhardt
Victor Everhardt (Arnhem, 5 juni 1968) is een Nederlands historicus, jurist, politicus en bestuurder. Hij is lid van D66. Hij was partijvoorzitter van D66 (2021–2024) en wethouder van Amsterdam (2019–2022) en Utrecht (2010–2019).

## Opleiding en loopbaan
Everhardt ging naar het vwo aan Het Rhedens in Rozendaal en studeerde geschiedenis en Nederlands recht aan de Universiteit Utrecht. Van 1996 tot 1997 was hij juridisch medewerker bij de Commissie Gelijke Behandeling en van 1997 tot 1998 juridisch beleidsmedewerker bij het ministerie van Justitie. Van 1998 tot 2006 was hij senior beleidsmedewerker drugs- en alcoholbeleid bij het ministerie van Volksgezondheid, Welzijn en Sport en van 2006 tot 2010 was hij voorzitter van het Centrum Jeugd bij het Trimbos-instituut. 

## Politieke loopbaan
Van 2010 tot 2019 was Everhardt wethouder van Utrecht. Daar had hij diverse portefeuilles. Van 2010 tot 2014 had hij in zijn portefeuille Stationsgebied, Volksgezondheid, Welzijn/Wmo, Diversiteit, Wijk Zuidwest en Wijk Leidsche Rijn. Van 2014 tot 2018 had hij in zijn portefeuille Stationsgebied, Volksgezondheid, Werk en Inkomen, Jeugd en Jeugdzorg, Juridische Zaken, Wijk Leidsche Rijn en Noordoost en was hij eerste locoburgemeester. Van 2018 tot 2019 had hij in zijn portefeuille Stationsgebied, Vastgoed, Volksgezondheid, Jeugd & Jeugdzorg, Milieu & emissieloos vervoer, Wijk Leidsche Rijn en was hij opnieuw eerste locoburgemeester.
Vanaf 6 november 2019 was Everhardt als opvolger van Udo Kock wethouder van Amsterdam met in zijn portefeuille Financiën, Economische Zaken, Schiphol, Haven, Zuidas, Deelnemingen en Marineterrein. Op 13 november 2021 werd hij partijvoorzitter van D66 als opvolger van Anne-Marie Spierings. Per 17 februari 2022 vertrok hij als wethouder van Amsterdam. Op 13 november 2024 volgde Alexandra van Huffelen hem op als partijvoorzitter van D66.

## Loopbaan na de politiek
Met ingang van 18 februari 2022 werd Everhardt directeur-bestuurder van Platform31-IVO. Per 1 januari 2025 verliet hij Platform31-IVO en werd hij voorzitter van Divosa.

## Nevenfuncties
Everhardt was onder meer lid van de raad van toezicht van de Kindertelefoon (2015–2017) en de Regionale Ambulancevoorziening Utrecht (RAVU) (2012–2018), voorzitter van de raad van bestuur van de Stichting Mainline (2011–2019), lid van de wetenschappelijke adviescommissie van het Expertisecentrum Alcohol (2017–2022). Verder werd hij lid van de raad van toezicht van het Voedingscentrum (2020–heden), voorzitter van de raad van toezicht van Vilente (2023–heden), parttime docent geschiedenis op de Academie Tien te Utrecht (heden) en bestuurslid van de Stichting Professor Mr. J.R. Thorbecke Leerstoel (2024–heden).

## Persoonlijk
Everhardt is geboren in Arnhem en getogen in de omgeving ervan. Hij is de jongste in een gezin met drie broers en drie zussen. Zijn vader was ondernemer en zijn moeder was de bindende factor in het gezin. Everhardt is getrouwd en heeft drie kinderen.